# Un meurtre est un meurtre
Pour plus de détails, voir Fiche technique et Distribution.
Un meurtre est un meurtre est un film franco-italien réalisé par Étienne Périer, sorti en 1972.

## Synopsis
Une jeune femme paralysée depuis un accident d'auto, Marie Kastner, meurt écrasée par sa propre voiture.  
Son mari, Paul Kastner, hérite de sa fortune à la condition de loger Anne Andrieux, sœur de la défunte qui vivait à New York et qu'il n'a jamais rencontrée. Paul espère refaire sa vie avec sa maîtresse Françoise. 
Mais le jour des obsèques surgit M. Jean, un mystérieux personnage, qui affirme avoir tué Marie et veut faire chanter le veuf : qu'il le paie pour faire disparaître les preuves accumulées contre lui. Anne, la sœur de Marie qui lui ressemble trait pour trait, accuse publiquement Paul de meurtre et  le commissaire Plouvier se montre étrangement intéressé par l'affaire. 
Les questions s'accumulent. Le veuf est-il la victime d'une machination ou coupable d'un meurtre qu'il ne parvient pas à dissimuler ? Sa belle-sœur est-elle folle ou cherche-t-elle à le manipuler? Ce maître chanteur a-t-il réellement les moyens de le faire arrêter ?

## Fiche technique
- Titre : Un meurtre est un meurtre
- Réalisation : Étienne Périer
- Scénario : Dominique Fabre et Étienne Périer d'après le roman éponyme de Dominique Fabre
- Photographie : Marcel Grignon
- Montage : Renée Lichtig
- Musique : Paul Misraki
- Pays de production :  France |  Italie
- Langue : français
- Genre : drame, policier
- Année : 1972
- Durée : 100 min environ
- Date de sortie : 
  - France : 23 août 1972
- Affiche : Michel Landi (France)

Le film a été tourné à Garches, le magasin est situé avenue Joffre.

## Distribution
- Jean-Claude Brialy : Paul Kastner
- Stéphane Audran : Marie Kastner / Anne Andrieux
- Robert Hossein : Jean Carouse
- Michel Serrault : le commissaire Plouvier
- Catherine Spaak : Françoise Noblet
- Michel Creton : Moureux, le pharmacien
- Olivier Hussenot : le notaire
- Claude Chabrol : le contrôleur du train
- Marius Laurey : le dépanneur
- Paul Bisciglia : l'employé de Kastner
- Madeleine Damien : une vieille commère
- Jeanne Pérez : la seconde commère
- José Luccioni : le livreur de Carouse